# Copa Banco Nacional 2013
El Torneo de Copa de Costa Rica, denominado Copa Banco Nacional por motivos de patrocinio, fue la edición 42 de dicha competición costarricense. Los torneos de copa no han sido constantes en el fútbol costarricense, se dejaron de organizar durante varios años hasta que se retomó la iniciativa. Contó con la participación de los doce equipos de Primera División (incluye a la UCR que ganó el ascenso a Primera al finalizar la temporada 2012-2012), y cuatro de la Segunda División de la temporada 2012-2013 (posiciones 2,3,4 y 5).
El Torneo de Copa se inauguró el 6 de junio del 2013. El Deportivo Saprissa conquistó el torneo de manera invicta.

## Equipos clasificados
Los clubes que disputaron la Copa Banco Nacional son los siguientes:

### Primera División
Los doce equipos de la Primera División:
| Provincia  | Club                      | Entrenador           | Ciudad              | Estadio                | Capacidad |
| ---------- | ------------------------- | -------------------- | ------------------- | ---------------------- | --------- |
| San José   | Pérez Zeledón             | Luis Fernando Fallas | Pérez Zeledón       | Estadio Municipal      | 7.000     |
| San José   | Saprissa                  | Ronald González      | Tibás               | Ricardo Saprissa       | 23.000    |
| San José   | Uruguay de Coronado       | Carlos Watson        | Vázquez de Coronado | El Labrador            | 4.005     |
| San José   | Universidad de Costa Rica | José Giacone         | Sabanilla           | Estadio Ecológico      | 1.800     |
| Alajuela   | Alajuelense               | Óscar Ramírez        | Alajuela            | Alejandro Morera Soto  | 19.000    |
| Alajuela   | Carmelita                 | Guilherme Farinha    | Alajuela            | Alejandro Morera Soto  | 19.000    |
| Limón      | Limón FC                  | Randall Chacón       | Limón               | Juan Gobán             | 4.500     |
| Limón      | Santos de Guápiles        | César Eduardo Méndez | Guapíles            | Ebal Rodríguez         | 6.000     |
| Heredia    | Herediano                 | Marvin Solano        | Heredia             | Rosabal Cordero        | 8.700     |
| Heredia    | Bélen Bridgestone FC      | Vinicio Alvarado     | Belén               | Polideportivo de Belén | 4.403     |
| Cartago    | Cartaginés                | Javier Delgado       | Cartago             | Rafael "Fello" Meza    | 15.000    |
| Puntarenas | Puntarenas FC             | Rónald Chaves        | Puntarenas          | Miguel "Lito" Pérez    | 4.500     |

### Segunda División
Cuatro equipos de Segunda División:
| Provincia  | Club                | Entrenador            | Ciudad                   | Estadio                        | Capacidad |
| ---------- | ------------------- | --------------------- | ------------------------ | ------------------------------ | --------- |
| San José   | Juventud Escazuceña | Luis Torres           | Escazú                   | Estadio Nicolás Masís          | 2.000     |
| San José   | AS Puma Generaleña  | Edgar Carvajal        | San Isidro de El General | Polideportivo de Pérez Zeledón | 1.000     |
| Puntarenas | Jacó Rays FC        | Luis Diego Arnáez     | Jacó                     | Estadio Municipal de Garabito  | 3.000     |
| Guanacaste | AD Guanacasteca     | Pablo César Rodríguez | Nicoya                   | Estadio Chorotega              | 5.000     |

## Patrocinadores
La Copa de Costa Rica 2013 fue patrocinada por el Banco Nacional de Costa Rica (BNCR) y la empresa +Q Producciones. El Torneo fue presentado el jueves 20 de junio en el Hotel Radisson, donde contó con la presencia de los presidentes y representantes de los clubes de Liga de Ascenso y de Primera División, patrocinadores, invitados especiales, prensa deportiva nacional, personeros del Comité Director de LIASCE, Consejo Director de la Unafut y los organizadores del evento.

## Goleadores
Goles Anotados.

| Jugador           | Club               | Anotado |
| ----------------- | ------------------ | ------- |
| Diego Estrada     | Saprissa           | 5       |
| Randall Brenes    | Cartaginés         | 4       |
| Marvin Chinchilla | AS Puma Generaleña | 3       |
| Mario Camacho     | Carmelita          | 2       |
| Manfred Russell   | Saprissa           | 2       |
| Luis González     | AS Puma Generaleña | 2       |
| Jameson Scott     | UCR                | 2       |
| Pablo Herrera     | Cartaginés         | 2       |
| Alejandro Alpízar | Alajuelense        | 2       |
| Argenis Fernández | Santos             | 2       |
| Leandro Silva     | Cartaginés         | 2       |
| José Villalobos   | Cartaginés         | 2       |

- En cursiva los equipos fuera de competición.

## Formato de juego
El Torneo de Copa Banco Nacional presentó formato de eliminación directa, iniciando con octavos de final, luego cuartos de final y semifinales en formato ida y vuelta; la final fue de un solo encuentro en el Estadio Nacional el 4 de agosto a las 11 de la mañana.

## Encuentros
|  | Octavos de final | Octavos de final | Octavos de final | Octavos de final |       |            | Cuartos de final | Cuartos de final | Cuartos de final | Cuartos de final |  |           | Semifinales | Semifinales | Semifinales | Semifinales |          |          | Final    | Final | Final | Final |
|  |                  |                  |                  |                  |       |            |                  |                  |                  |                  |  |           |             |             |             |             |          |          |          |       |       |       |
|  | Puntarenas       | 1                | 2                | 3                |       |            |                  |                  |                  |                  |  |           |             |             |             |             |          |          |          |       |       |       |
|  | Uruguay          | 1                | 2                | 3                |       |            |                  |                  |                  |                  |  |           |             |             |             |             |          |          |          |       |       |       |
|  | Uruguay          | 1                | 2                | 3                |       | Uruguay    | 1                | 1                | 2                |                  |  |           |             |             |             |             |          |          |          |       |       |       |
|  |                  |                  |                  |                  |       | Uruguay    | 1                | 1                | 2                |                  |  |           |             |             |             |             |          |          |          |       |       |       |
|  |                  | Saprissa         | 4                | 2                | 6     |            |                  |                  |                  |                  |  |           |             |             |             |             |          |          |          |       |       |       |
|  | Guanacasteca     | Saprissa         | 4                | 2                | 6     | 0          | 0                | 0                |                  |                  |  |           |             |             |             |             |          |          |          |       |       |       |
|  | Guanacasteca     |                  |                  |                  |       | 0          | 0                | 0                |                  |                  |  |           |             |             |             |             |          |          |          |       |       |       |
|  | Saprissa         | 1                | 3                | 4                |       |            |                  |                  |                  |                  |  |           |             |             |             |             |          |          |          |       |       |       |
|  | Saprissa         | 1                | 3                | 4                |       |            |                  |                  |                  |                  |  | Saprissa  | 1           | 2           | 3           |             |          |          |          |       |       |       |
|  |                  |                  |                  |                  |       |            |                  |                  |                  |                  |  | Saprissa  | 1           | 2           | 3           |             |          |          |          |       |       |       |
|  |                  | Cartaginés       | 1                | 2                | 3     |            |                  |                  |                  |                  |  |           |             |             |             |             |          |          |          |       |       |       |
|  | Escazuceña       | Cartaginés       | 1                | 2                | 3     | 1          | 2                | 3                |                  |                  |  |           |             |             |             |             |          |          |          |       |       |       |
|  | Escazuceña       |                  |                  |                  |       | 1          | 2                | 3                |                  |                  |  |           |             |             |             |             |          |          |          |       |       |       |
|  | Cartaginés       | 3                | 2                | 5                |       |            |                  |                  |                  |                  |  |           |             |             |             |             |          |          |          |       |       |       |
|  | Cartaginés       | 3                | 2                | 5                |       | Cartaginés | 1                | 4                | 5                |                  |  |           |             |             |             |             |          |          |          |       |       |       |
|  |                  |                  |                  |                  |       | Cartaginés | 1                | 4                | 5                |                  |  |           |             |             |             |             |          |          |          |       |       |       |
|  |                  | Santos           | 1                | 2                | 3     |            |                  |                  |                  |                  |  |           |             |             |             |             |          |          |          |       |       |       |
|  | Santos           | Santos           | 1                | 2                | 3     | 2          | 1                | 3                |                  |                  |  |           |             |             |             |             |          |          |          |       |       |       |
|  | Santos           |                  |                  |                  |       | 2          | 1                | 3                |                  |                  |  |           |             |             |             |             |          |          |          |       |       |       |
|  | Limón            | 0                | 2                | 2                |       |            |                  |                  |                  |                  |  |           |             |             |             |             |          |          |          |       |       |       |
|  | Limón            | 0                | 2                | 2                |       |            |                  |                  |                  |                  |  |           |             |             |             |             | Saprissa | Saprissa | Saprissa | 0 (4) |       |       |
|  |                  |                  |                  |                  |       |            |                  |                  |                  |                  |  |           |             |             |             |             |          | Saprissa | Saprissa | 0 (4) |       |       |
|  |                  | Carmelita        | Carmelita        | Carmelita        | 0 (2) |            |                  |                  |                  |                  |  |           |             |             |             |             |          |          |          |       |       |       |
|  | Belén            | Carmelita        | Carmelita        | Carmelita        | 0 (2) | 1          | 2                | 3                |                  |                  |  |           |             |             |             |             |          |          |          |       |       |       |
|  | Belén            |                  |                  |                  |       | 1          | 2                | 3                |                  |                  |  |           |             |             |             |             |          |          |          |       |       |       |
|  | Carmelita        | 2                | 1                | 3                |       |            |                  |                  |                  |                  |  |           |             |             |             |             |          |          |          |       |       |       |
|  | Carmelita        | 2                | 1                | 3                |       | Carmelita  | 1                | 2                | 3                |                  |  |           |             |             |             |             |          |          |          |       |       |       |
|  |                  |                  |                  |                  |       | Carmelita  | 1                | 2                | 3                |                  |  |           |             |             |             |             |          |          |          |       |       |       |
|  |                  | Alajuelense      | 1                | 1                | 2     |            |                  |                  |                  |                  |  |           |             |             |             |             |          |          |          |       |       |       |
|  | UCR              | Alajuelense      | 1                | 1                | 2     | 2          | 1                | 3                |                  |                  |  |           |             |             |             |             |          |          |          |       |       |       |
|  | UCR              |                  |                  |                  |       | 2          | 1                | 3                |                  |                  |  |           |             |             |             |             |          |          |          |       |       |       |
|  | Alajuelense      | 1                | 3                | 4                |       |            |                  |                  |                  |                  |  |           |             |             |             |             |          |          |          |       |       |       |
|  | Alajuelense      | 1                | 3                | 4                |       |            |                  |                  |                  |                  |  | Carmelita | 2           | 1           | 3           |             |          |          |          |       |       |       |
|  |                  |                  |                  |                  |       |            |                  |                  |                  |                  |  | Carmelita | 2           | 1           | 3           |             |          |          |          |       |       |       |
|  |                  | Jacó Rays        | 1                | 1                | 2     |            |                  |                  |                  |                  |  |           |             |             |             |             |          |          |          |       |       |       |
|  | Jacó Rays        | Jacó Rays        | 1                | 1                | 2     | 1          | 2                | 3                |                  |                  |  |           |             |             |             |             |          |          |          |       |       |       |
|  | Jacó Rays        |                  |                  |                  |       | 1          | 2                | 3                |                  |                  |  |           |             |             |             |             |          |          |          |       |       |       |
|  | Herediano        | 0                | 3                | 3                |       |            |                  |                  |                  |                  |  |           |             |             |             |             |          |          |          |       |       |       |
|  | Herediano        | 0                | 3                | 3                |       | Jacó Rays  | 1                | 2                | 3                |                  |  |           |             |             |             |             |          |          |          |       |       |       |
|  |                  |                  |                  |                  |       | Jacó Rays  | 1                | 2                | 3                |                  |  |           |             |             |             |             |          |          |          |       |       |       |
|  |                  | AS Puma          | 1                | 0                | 1     |            |                  |                  |                  |                  |  |           |             |             |             |             |          |          |          |       |       |       |
|  | AS Puma          | AS Puma          | 1                | 0                | 1     | 2          | 4                | 6                |                  |                  |  |           |             |             |             |             |          |          |          |       |       |       |
|  | AS Puma          |                  |                  |                  |       | 2          | 4                | 6                |                  |                  |  |           |             |             |             |             |          |          |          |       |       |       |
|  | Pérez Zeledón    | 3                | 0                | 3                |       |            |                  |                  |                  |                  |  |           |             |             |             |             |          |          |          |       |       |       |

Información de las llaves obtenida de:

### Octavos de final
Las eliminatorias se disputaron a doble partido los días 6 y 7 de julio de 2013 la ida, y el 10 y 11 de julio de 2013 la vuelta.
| Local ida                 | Resultado global | Local vuelta        | Ida  | Vuelta |
| ------------------------- | ---------------- | ------------------- | ---- | ------ |
| Puntarenas FC             | (2) 3: 3 (4)     | Uruguay de Coronado | 1: 1 | 2: 2   |
| Guanacasteca              | 0: 4             | Saprissa            | 0: 1 | 3: 0   |
| Juventud Escazuceña       | 3: 5             | Cartaginés          | 1: 3 | 2: 2   |
| Santos                    | 3: 2             | Limón FC            | 2: 0 | 1: 2   |
| Belén FC                  | (2) 3: 3 (3)     | Carmelita           | 1: 2 | 2: 2   |
| Universidad de Costa Rica | 3: 4             | Alajuelense         | 2: 1 | 1: 3   |
| Jacó Rays FC              | 3: 3             | Herediano           | 1: 0 | 3: 2   |
| AS Puma Generaleña        | 6: 3             | Pérez Zeledón       | 2: 3 | 0: 4   |

#### Puntarenas - Uruguay
| Ida; 7 de julio - 15:00 | Puntarenas FC | 1 : 1 (1 : 1) | Uruguay de Coronado | Miguel "Lito" Pérez, Puntarenas |             |
|                         | Delgado 19'   |               | 7' Villegas         | Árbitro(s):                     | Árbitro(s): |

| Vuelta; 10 de julio - 19:00 | Uruguay de Coronado         | 2 : 2 (1 : 1) | Puntarenas FC               | El Labrador, Coronado       |                             |
|                             | Condega 22' · Rodríguez 94' |               | 26' Solórzano · 60' Delgado | Árbitro(s): Adrián Elizondo | Árbitro(s): Adrián Elizondo |

#### Guanacasteca - Saprissa
| Ida; 7 de julio - 11:00 | AD Guanacasteca | 0 : 1 (0 : 1) | Saprissa    | Estadio Chorotega, Nicoya, Costa Rica                     |                                                           |
|                         |                 |               | 32' Russell | Asistencia: 4.500 espectadores Árbitro(s): Keylor Herrera | Asistencia: 4.500 espectadores Árbitro(s): Keylor Herrera |

| Vuelta; 10 de julio - 20:00 | Saprissa                                  | 3 : 0 (2 : 0) | AD Guanacasteca | Estadio Manuel Sanabria, Río Azul |             |
|                             | Estrada 20' · Ramírez 41' · Hernández 84' |               |                 | Árbitro(s):                       | Árbitro(s): |

#### Escazuceña - Cartaginés
| Ida; 7 de julio - 11:00 | Juventud Escazuceña | 1 : 3 (0 : 1) | Cartaginés                  | Estadio Nicolás Masis, Escazú |             |
|                         | Montiel 87'         |               | 25' 54' Herrera · 80' López | Árbitro(s):                   | Árbitro(s): |

| Vuelta; 11 de julio - 20:00 | Cartaginés                       | 2:2 (2:2) | Juventud Escazuceña  | Estadio José Ángel "Lito" Monge, Curridabat, Costa Rica |  |
|                             | Villalobos 26' · Silva 41' (pen) |           | Víquez · 28' Montiel |                                                         |  |

#### Santos de Guápiles - Limón FC
| Ida; 6 de julio de 2013 - 15:00 | Santos                      | 2 : 0 (2 : 0) | Limón FC | Estadio Ebal Rodríguez, Pococí |                           |
|                                 | Fernández 17' · Saravia 21' |               |          | Árbitro(s): Isaac Mendoza      | Árbitro(s): Isaac Mendoza |

| Vuelta; 11 de julio de 2013 - 20:00 | Limón FC            | 2:1 (0:1) | Santos | Estadio Juan Gobán, Limón |             |
|                                     | Barthley · González |           | Marín  | Árbitro(s):               | Árbitro(s): |

#### Belén - Carmelita
| Ida; 7 de julio - 15:00 | Belén Bridgestone FC | 1 : 2 (0 : 0) | Carmelita                   | Polideportivo de Belén, Belén |             |
|                         | Carrillo 63'         |               | 73' Marrero · 92' Solórzano | Árbitro(s):                   | Árbitro(s): |

| Vuelta; 10 de julio - 19:00 | Carmelita                                                  | 1 : 2 (0 : 0) (3:2 p.)     | Bélen Bridgestone FC                                 | Estadio Nicolás Masis, Escazú |                         |
|                             | Camacho 91'                                                |                            | 31' Pinnock · 46' Castro                             | Árbitro(s): Andrey Vega       | Árbitro(s): Andrey Vega |
|                             |                                                            | Tiros desde el punto penal |                                                      |                               |                         |
|                             | Marrero · Chavarría · Camacho · Gómez · Barquero · Quesada |                            | Varela · Mora · Duarte · Carrillo · Blanco · Sánchez |                               |                         |

#### UCR - Alajuelense
| Ida; 7 de julio - 15:00 | UCR                              | 2 : 1 (0 : 1) | Alajuelense | Estadio Manuel Sanabria, La Unión |                            |
|                         | Scott 46' (pen.) · Gutiérrez 61' |               | 13' Ortíz   | Árbitro(s): Javier Delgado        | Árbitro(s): Javier Delgado |

| Vuelta; 11 de julio - 20:00 | Alajuelense                  | 3:1 (1:1) - | UCR             | Estadio Allen Riggioni, Grecia |                            |
|                             | Alpízar 38' 48' · Vargas 81' |             | 18' (pen) Scott | Árbitro(s): Carlos Salazar     | Árbitro(s): Carlos Salazar |

#### Jacó Rays FC - Herediano
| Ida; 6 de julio de 2013 - 20:00 | Jacó Rays FC        | 1 : 0 (1 : 0) | Herediano | Estadio Municipal de Jacó, Jacó   |                                   |
|                                 | Jonathan Sánchez 8' | Reporte       |           | Árbitro(s): Juah Gabriel Calderón | Árbitro(s): Juah Gabriel Calderón |

| Vuelta; 10 de julio - 20:00 | Herediano                                                         | 3 : 2 (1 : 1) (5:6 p.)     | Jacó Rays FC                                                     | Estadio Eladio Rosabal Cordero, Heredia |             |
|                             | 10' Valerio · 62' Arias · 85' Meneses                             |                            | 34' Huertas · 89' Peña                                           | Árbitro(s):                             | Árbitro(s): |
|                             |                                                                   | Tiros desde el punto penal |                                                                  |                                         |             |
|                             | Meneses · Johnson · Obando · Arias · Arias · Kellerman · Quintero |                            | Murillo · Chávez · Porras · Román Calvo · Peña · Núñez · Sánchez |                                         |             |

#### AS Puma - Pérez Zeledón
| Ida; 6 de julio de 2013 - 18:00 | AS Puma Generaleña             | 2 : 3 (1 : 1) | Municipal Pérez Zeledón                       | Estadio Municipal Otto Ureña, Pérez Zeledón, Costa Rica |                              |
|                                 | Navarro 16' · Calvo 89' (pen.) |               | 33' Contreras · 61' (ag.) Salas · 78' Gatgens | Árbitro(s): Gerardo González                            | Árbitro(s): Gerardo González |

| Vuelta; 10 de julio de 2013 - 19:00 | Municipal Pérez Zeledón | 0 : 4 (0 : 1) | AS Puma Generaleña                    | Estadio Municipal Otto Ureña, Pérez Zeledón, Costa Rica |             |
|                                     |                         |               | 39' 80' 90' Chinchilla · 60' González | Árbitro(s):                                             | Árbitro(s): |

Información de fechas y estadios obtenidas de

### Cuartos de final

#### Uruguay - Saprissa
| Ida; 14 de julio de 2013 - 1:30 | Uruguay de Coronado | 1:4 (1:1) | Saprissa                                       | El Labrador, Coronado |             |
|                                 | Rodríguez 2'        |           | 29' 66' Estrada · 83' (pen) Russell · 89' Vega | Árbitro(s):           | Árbitro(s): |

| Vuelta; 17 de julio de 2013 - 8:00 | Saprissa                         | 2:1 (0:1) | Uruguay de Coronado | Estadio Rosabal Cordero, Heredia |                         |
|                                    | Estrada 48' (pen) · Martínez 63' |           | 15' Pérez           | Árbitro(s): Andrey Vega          | Árbitro(s): Andrey Vega |

#### Santos - Cartaginés
| Ida; 18 de julio de 2013 - 3:00 | Santos        | 1:1 (1:0) | Cartaginés | Estadio Ebal Rodríguez, Pococí    |                                   |
|                                 | Fernández 37' |           | 56' Silva  | Árbitro(s): Juan Gabriel Calderón | Árbitro(s): Juan Gabriel Calderón |

| Vuelta; 21 de julio de 2013 - 5:00 | Cartaginés                     | 4:2 (1:1) | Santos                  | Estadio José Ángel "Lito" Monge, Curridabat |                             |
|                                    | Brenes 27' 50' 77' · López 58' |           | 36' Fajardo · 65' Dixon | Árbitro(s): Adrián Elizondo                 | Árbitro(s): Adrián Elizondo |

#### Carmelita - Alajuelense
| Ida; 14 de julio de 2013 - 11:00 | Carmelita   | 1:1 (0:1) | Alajuelense | Estadio Lito Monge, Curridabat |                           |
|                                  | Camacho 90' |           | 42' Aguilar | Árbitro(s): Johnny Quirós      | Árbitro(s): Johnny Quirós |

| Vuelta; 21 de julio de 2013 - 3:00 | Alajuelense | 1:2 (1:1) | Carmelita               | Estadio Allen Riggioni, Grecia                         |                                                        |
|                                    | Davies 37'  |           | 6' Mattus · 46' Camacho | Asistencia: ¿? espectadores Árbitro(s): Keylor Herrera | Asistencia: ¿? espectadores Árbitro(s): Keylor Herrera |

#### Jacó Rays - AS Puma
| Ida; 14 de julio de 2013 - 11:00 | Jacó Rays FC | 1:1 (1:1) | AS Puma Generaleña | Estadio Municipal de Jacó, Jacó |             |
|                                  | Calvo 34'    |           | 29' González       | Árbitro(s):                     | Árbitro(s): |

| Vuelta; 21 de julio de 2013 - 11:00 | AS Puma Generaleña | 0:2 (0:0) | Jacó Rays FC             | Municipal de Pérez Zeledón, San Isidro de El General |                            |
|                                     |                    |           | 75' Núñez · 85' Guerrero | Árbitro(s): Andrés Alpízar                           | Árbitro(s): Andrés Alpízar |

### Semifinales

#### Saprissa - Cartaginés
| Ida; 25 de julio de 2013 - 1:00 | Cartaginés | 1:1 (0:1) | Saprissa    | Rafael "Fello" Meza, Cartago |                         |
|                                 | Brenes 82' |           | 45+2' Escoe | Árbitro(s): Rafael Vega      | Árbitro(s): Rafael Vega |

| Vuelta; 31 de julio de 2013 - 8:00 | Saprissa                                                                      | 2:2 (1:0) (7:6 p.)         | Cartaginés                                                                 | Estadio Nacional, San José  |                             |
|                                    | Tejeda 39' · Estrada 80'                                                      |                            | 70' Villalobos · 77' Cardozo                                               | Árbitro(s): Ricardo Montero | Árbitro(s): Ricardo Montero |
|                                    |                                                                               | Tiros desde el punto penal |                                                                            |                             |                             |
|                                    | Russell · Smith · Ramírez · Cordero · Robinson · Tejeda · Castillo · Barquero |                            | Fonseca · Sirias · Brenes · Lezcano · Herrera · Flores · Cardozo · Montoya |                             |                             |

#### Jacó Rays - Carmelita
| Ida; 24 de julio de 2013 | Jacó Rays   | 1:2 (1:0) | Carmelita                      | Estadio Municipal de Garabito, Jacó |                                   |
|                          | Huertas 37' |           | 53' Alfaro · 57' (pen) Marrero | Árbitro(s): Juan Gabriel Calderón   | Árbitro(s): Juan Gabriel Calderón |

| Vuelta; 28 de julio de 2013 | Carmelita   | 1:1 (1:1) | Jacó Rays | Estadio Allen Riggioni, Grecia           |                                          |
|                             | Camacho 39' |           | 1' Porras | Asistencia: 500 espectadores Árbitro(s): | Asistencia: 500 espectadores Árbitro(s): |

### Final

#### Saprissa - Carmelita
| Final; 4 de agosto de 2013 - 11:00 | Saprissa                              | 0:0 (0:0) (t. s.)(4:2 p.)  | Carmelita                             | Estadio Nacional, San José                                    |  |
|                                    |                                       |                            |                                       | Asistencia: 4.500 espectadores Árbitro(s): Hugo Cruz Alvarado |  |
|                                    |                                       | Tiros desde el punto penal |                                       |                                                               |  |
|                                    | Clark · Chavarría · Alfaro · Barquero |                            | Castillo · Smith · Golobio · Barquero |                                                               |  |

### Detalles del juego
| 29    | POR   | Marco Madrigal      |     |
| 15    | DEF   | Ignacio Quesada     |     |
| 3     | DEF   | Eduardo Gómez       |     |
| 16    | DEF   | Fabricio Chavarría  |     |
| 12    | DEF   | Sebastián Mattus    |     |
| 26    | MED   | José Adrián Marrero |     |
| 13    | MED   | Víctor Chavarría    |     |
| 16    | MED   | Esteban Armijo      | 59' |
| 7     | MED   | Bryan Solórzano     |     |
| 11    | DEL   | Rodney Mora         |     |
| 23    | DEL   | Mario Camacho       |     |
| D. T. | D. T. | Guilherme Farinha   |     |

| 22    | POR   | Donny Grant        |     |
| 29    | DEF   | Michael Barquero   |     |
| 2     | DEF   | Jordan Smith       |     |
| 17    | DEF   | Kendall Waston     |     |
| 5     | DEF   | Alexander Robinson |     |
| 6     | MED   | Yeltsin Tejeda     |     |
| 25    | MED   | Manfred Russell    |     |
| 21    | MED   | Diego Estrada      | 76' |
| 77    | MED   | Minor Escoe        | 66' |
| 24    | DEL   | David Ramírez      |     |
| 15    | DEL   | Deyver Vega        | 37' |
| D. T. | D. T. | Ronald González    |     |

| 8 | Defensa   | Carlos Clark | 59' |
| 9 | Delantero | Ever Alfaro  | 90' |

| 23 | Centrocampista | Juan Bustos Golobio | 37' |
| 14 | Delantero      | Ariel Rodríguez     | 66' |
| 19 | Centrocampista | Mauricio Castillo   | 76' |

| 94' · 104' · 105' | Ever Alfaro Marco Madrigal Fabricio Chavarría |

| 10' · 105' · 112' | Diego Estrada Kendall Waston Mauricio Castillo |

| 21' | Mario Camacho |

| 10' | David Ramírez |

| Principal  | Hugo Cruz Alvarado     |
| Asistentes | Leonel Leal            |
|            | Carlos Fernández       |
| Cuarto     | Jeffrey Solís Calderón |

| 29    | POR   | Marco Madrigal      |     |
| 15    | DEF   | Ignacio Quesada     |     |
| 3     | DEF   | Eduardo Gómez       |     |
| 16    | DEF   | Fabricio Chavarría  |     |
| 12    | DEF   | Sebastián Mattus    |     |
| 26    | MED   | José Adrián Marrero |     |
| 13    | MED   | Víctor Chavarría    |     |
| 16    | MED   | Esteban Armijo      | 59' |
| 7     | MED   | Bryan Solórzano     |     |
| 11    | DEL   | Rodney Mora         |     |
| 23    | DEL   | Mario Camacho       |     |
| D. T. | D. T. | Guilherme Farinha   |     |

| 22    | POR   | Donny Grant        |     |
| 29    | DEF   | Michael Barquero   |     |
| 2     | DEF   | Jordan Smith       |     |
| 17    | DEF   | Kendall Waston     |     |
| 5     | DEF   | Alexander Robinson |     |
| 6     | MED   | Yeltsin Tejeda     |     |
| 25    | MED   | Manfred Russell    |     |
| 21    | MED   | Diego Estrada      | 76' |
| 77    | MED   | Minor Escoe        | 66' |
| 24    | DEL   | David Ramírez      |     |
| 15    | DEL   | Deyver Vega        | 37' |
| D. T. | D. T. | Ronald González    |     |

| 8 | Defensa   | Carlos Clark | 59' |
| 9 | Delantero | Ever Alfaro  | 90' |

| 23 | Centrocampista | Juan Bustos Golobio | 37' |
| 14 | Delantero      | Ariel Rodríguez     | 66' |
| 19 | Centrocampista | Mauricio Castillo   | 76' |

| 94' · 104' · 105' | Ever Alfaro Marco Madrigal Fabricio Chavarría |

| 10' · 105' · 112' | Diego Estrada Kendall Waston Mauricio Castillo |

| 21' | Mario Camacho |

| 10' | David Ramírez |

| Principal  | Hugo Cruz Alvarado     |
| Asistentes | Leonel Leal            |
|            | Carlos Fernández       |
| Cuarto     | Jeffrey Solís Calderón |

| 29    | POR   | Marco Madrigal      |     |
| 15    | DEF   | Ignacio Quesada     |     |
| 3     | DEF   | Eduardo Gómez       |     |
| 16    | DEF   | Fabricio Chavarría  |     |
| 12    | DEF   | Sebastián Mattus    |     |
| 26    | MED   | José Adrián Marrero |     |
| 13    | MED   | Víctor Chavarría    |     |
| 16    | MED   | Esteban Armijo      | 59' |
| 7     | MED   | Bryan Solórzano     |     |
| 11    | DEL   | Rodney Mora         |     |
| 23    | DEL   | Mario Camacho       |     |
| D. T. | D. T. | Guilherme Farinha   |     |

| 22    | POR   | Donny Grant        |     |
| 29    | DEF   | Michael Barquero   |     |
| 2     | DEF   | Jordan Smith       |     |
| 17    | DEF   | Kendall Waston     |     |
| 5     | DEF   | Alexander Robinson |     |
| 6     | MED   | Yeltsin Tejeda     |     |
| 25    | MED   | Manfred Russell    |     |
| 21    | MED   | Diego Estrada      | 76' |
| 77    | MED   | Minor Escoe        | 66' |
| 24    | DEL   | David Ramírez      |     |
| 15    | DEL   | Deyver Vega        | 37' |
| D. T. | D. T. | Ronald González    |     |

| 8 | Defensa   | Carlos Clark | 59' |
| 9 | Delantero | Ever Alfaro  | 90' |

| 23 | Centrocampista | Juan Bustos Golobio | 37' |
| 14 | Delantero      | Ariel Rodríguez     | 66' |
| 19 | Centrocampista | Mauricio Castillo   | 76' |

| 94' · 104' · 105' | Ever Alfaro Marco Madrigal Fabricio Chavarría |

| 10' · 105' · 112' | Diego Estrada Kendall Waston Mauricio Castillo |

| 21' | Mario Camacho |

| 10' | David Ramírez |

| Principal  | Hugo Cruz Alvarado     |
| Asistentes | Leonel Leal            |
|            | Carlos Fernández       |
| Cuarto     | Jeffrey Solís Calderón |

| 29    | POR   | Marco Madrigal      |     |
| 15    | DEF   | Ignacio Quesada     |     |
| 3     | DEF   | Eduardo Gómez       |     |
| 16    | DEF   | Fabricio Chavarría  |     |
| 12    | DEF   | Sebastián Mattus    |     |
| 26    | MED   | José Adrián Marrero |     |
| 13    | MED   | Víctor Chavarría    |     |
| 16    | MED   | Esteban Armijo      | 59' |
| 7     | MED   | Bryan Solórzano     |     |
| 11    | DEL   | Rodney Mora         |     |
| 23    | DEL   | Mario Camacho       |     |
| D. T. | D. T. | Guilherme Farinha   |     |

| 22    | POR   | Donny Grant        |     |
| 29    | DEF   | Michael Barquero   |     |
| 2     | DEF   | Jordan Smith       |     |
| 17    | DEF   | Kendall Waston     |     |
| 5     | DEF   | Alexander Robinson |     |
| 6     | MED   | Yeltsin Tejeda     |     |
| 25    | MED   | Manfred Russell    |     |
| 21    | MED   | Diego Estrada      | 76' |
| 77    | MED   | Minor Escoe        | 66' |
| 24    | DEL   | David Ramírez      |     |
| 15    | DEL   | Deyver Vega        | 37' |
| D. T. | D. T. | Ronald González    |     |

| 8 | Defensa   | Carlos Clark | 59' |
| 9 | Delantero | Ever Alfaro  | 90' |

| 23 | Centrocampista | Juan Bustos Golobio | 37' |
| 14 | Delantero      | Ariel Rodríguez     | 66' |
| 19 | Centrocampista | Mauricio Castillo   | 76' |

| 94' · 104' · 105' | Ever Alfaro Marco Madrigal Fabricio Chavarría |

| 10' · 105' · 112' | Diego Estrada Kendall Waston Mauricio Castillo |

| 21' | Mario Camacho |

| 10' | David Ramírez |

| Principal  | Hugo Cruz Alvarado     |
| Asistentes | Leonel Leal            |
|            | Carlos Fernández       |
| Cuarto     | Jeffrey Solís Calderón |

|                                      |
| Bandera de Costa Rica                |
| Campeón Deportivo Saprissa 7° Título |

## Torneos
| Predecesor: Torneo de Copa 1996 | Torneo de Copa de Costa Rica 2013 | Sucesor: Torneo de Copa 2014 |